# Мод, графиня Саутеск
Принцесса Мод, графиня Саутеск ((англ. Princess Maud, Countess of Southesk), при рождении Мод Александра Виктория Джорджина Берта (англ. Maud Alexandra Victoria Georgina Bertha); 3 апреля 1893 — 14 декабря 1945) — член британской королевской семьи, внучка по женской линии короля Эдуарда VII. Вместе со своей сестрой Александрой, Мод имела титул «Её Высочество, принцесса Великобританская и Ирландская».

## Биография
Мод родилась в Ист-Шин Лодж, графство Суррей, 3 апреля 1893 года. Её родителями были Александр Дафф, 1-й герцог Файф, сын 5-го графа Файф, и леди Агнес Хей. Как правнучка британского монарха по женской линии (королева Виктория), Мод не имела титулов «Принцесса Великобританская» и «Королевское Высочество». Как дочь герцога, она имела титул леди Мод Дафф, и на момент рождения стояла на шестом месте в линии наследования.
Мод и её сестра были потомками короля Вильгельма IV (благодаря отношениям с Дороти Джордан) и королевы Виктории.

### Принцесса Мод

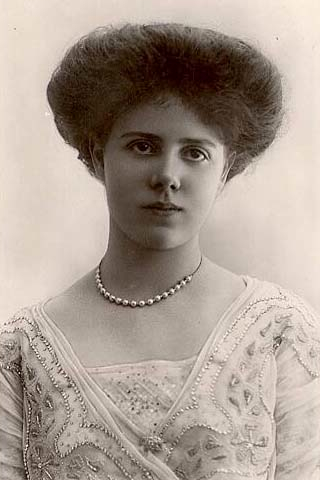
Принцесса Мод в юности.

В 1900 году королева Виктория пожаловала отцу Мод звание пэра Великобритании и титул 1-го герцога Файф, с правом наследования титула потомками герцога. Мод стала второй в линии наследования герцога, после своей сестры, леди Александры Дафф.
5 ноября 1905 года король Эдуард VII дал матери Мод титул «Королевской принцессы Великобритании». Он распорядился опубликовать в специальном бюллетене, что Мод и Александре присуждается титулы «Принцесса Великобританская и Ирландская» и «Её Высочество».
13 ноября 1923 года Мод вышла замуж за лорда Карнеги (23 сентября 1893 — 16 февраля 1992) в Королевской военной часовне, Веллингтонские казармы, Лондон. Карнеги был старшим сыном Чарльза Карнеги, 10-го графа Саутеск и наследовал титул после смерти отца 10 ноября 1941 года.
У супругов родился один ребёнок:
- Джеймс Джордж Александр Баннерман Карнеги, 3-й герцог Файф, 12-й граф Саутеск (23 сентября 1929 — 22 июня 2015)

### Дальнейшая жизнь
Мод считается членом британской королевской семьи, хотя не исполняла никаких официальных или общественных обязанностей. Она присутствовала на коронации своего дяди, Георга V, в июне 1911 года, и на коронации двоюродного брата, Георга VI, в мае 1937 года. Во время пребывания Георга VI в 1943 году в Африке, Мод служила государственным советником.
Принцесса Мод скончалась после приступа острого бронхита в доме престарелых 14 декабря 1945 года.

### Титулы
- 3 апреля 1893 — 5 ноября 1905: Леди Мод Дафф
- 5 ноября 1905 — 12 ноября 1923: Её Высочество принцесса Мод Файф
- 12 ноября 1923 — 10 ноября 1941: Её Высочество принцесса Мод, леди Карнеги
- 10 ноября 1941 — 14 декабря 1945: Её Высочество принцесса Мод, графиня Саутеск[2]